# Exephanes rhenanus
Exephanes rhenanus là một loài tò vò trong họ Ichneumonidae.